# 愛知県立愛知総合工科高等学校

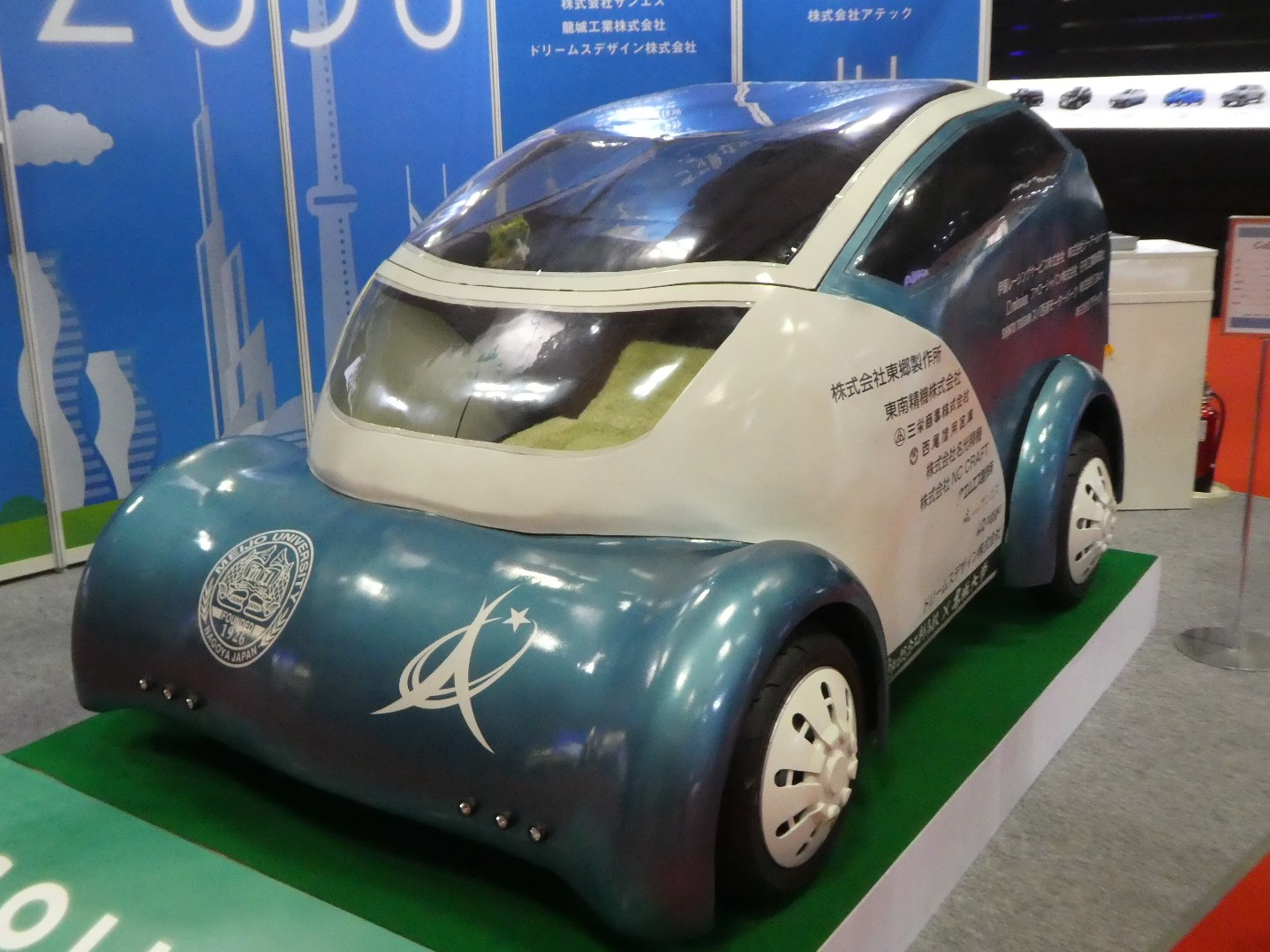
東京モーターショー2017に出展した折り畳み式小型EV（電気自動車）「COLLAPSE（コプラス）」の左斜めからの前景。

愛知県立愛知総合工科高等学校（あいちけんりつ あいちそうごうこうかこうとうがっこう、英語: Aichi Prefectural Aichi High School of Technology and Engineering）は、愛知県名古屋市千種区星が丘山手に所在する公立工業高等学校。
愛知県立愛知工業高等学校全日制課程と愛知県立東山工業高等学校を統合して東山工業高校の敷地内に建設された。
国の「国家戦略特別区域」制度を活用し、2017年（平成29年）4月に専攻科が名城大学を指定管理法人として全国で初めて公設民営化された。

## 概要
愛知県立愛知工業高等学校全日制課程と愛知県立東山工業高等学校を統合して、2016年（平成28年）4月に創設された。
制服はビームスのデザインによる菅公学生服を採用する。

## 設置課程・学科

### 設置学科（第1学年後期）
本科：7学科、修業年限3年。
入試段階では一括募集が行われ、第1学年の後期に5つの学科（理工・機械・電気・建設・デザイン）から1つを選択する。

#### 各学科名
- 理工科（2021年（令和3年）新設）
- 機械加工科[4][4][広報 1][広報 2]
- 機械制御科[4][広報 1][広報 2]
- 電気科[4][広報 1][広報 2]
- 電子情報科[4]（情報通信コース、ロボットコース）[広報 1]
- 建設科[4][広報 1][広報 2]
- 応用化学科（2021年（令和3年）募集停止）[4][広報 1][広報 2]
- デザイン工学科[4][広報 1]

### 専攻科（本科卒業後以降）
専攻科：2学科、修業年限2年。
本科卒業後に専攻科を選択する。
国家戦略特別区域制度を活用し、2017年（平成29年）4月に専攻科が名城大学を指定管理法人として全国で初めて公設民営化された。

#### 各学科名・各コース名
- 産業システム科[4][広報 1]
  - 生産システムコース[5][広報 1]
  - 情報システムコース[5][広報 1]

- 先端技術システム科[4][広報 1]
  - 自動車・航空産業コース[5][広報 1]
  - エネルギー産業コース[5][広報 1]

## 校舎・設備
当初は2015年（平成27年）に開校予定であったが、2度の入札不調により1年延期となった。
また、建設費は当初70億円を見込んでいたが、最終的に建設費は131億円で備品購入費は22億円となった。
2016年（平成28年）2月に竣工した。
校舎自体が「生きた教科書」となるよう、天井には電気などの配線や配管がむき出しにされ、コンクリート打ち放しを多用されている。
唯一入札に応じた戸田建設と名工建設の共同企業体が112億円で建設を請け負った。
また、コンピューター制御式工作機械やレーザー加工機などの揃えられた自動制御実習室や、元素分析まで可能な電子顕微鏡などの研究機関やメーカーに匹敵する実験・実習用の機材が整えられたことも開校時の大きな特色となっていた。

## アクセス

### 最寄りの鉄道駅
- 名古屋市営地下鉄東山線「星ヶ丘駅」下車、徒歩で約4分[広報 2]。

### 最寄りのバス停
- 名古屋市営バス（名古屋市交通局）「星ヶ丘」バス停下車、または「千種スポーツセンター」バス停下車、徒歩で約5分。
- 名鉄バス・東名ハイウェイバス 「星ヶ丘」バス停下車、徒歩で約5分。

## 周辺
- 名古屋市立東星中学校
- 名古屋市立菊里高等学校
- 名古屋市千種図書館
- 東山動植物園
- 東山通（愛知県道60号名古屋長久手線）

### 広報資料・プレスリリースなど一次資料
1. 1 2 3 4 5 6 7 8 9 10 11 12 13 14 15 16 17 18 19 20  “愛知総合工科高等学校基本計画”.  愛知県教育委員会 (2011年7月). 2016年4月25日時点のオリジナルよりアーカイブ。2016年4月25日閲覧。
2. 1 2 3 4 5 6 7 8 9  “愛知県立愛知総合工科高等学校”.   愛知県立愛知総合工科高等学校 (2015年). 2016年4月25日時点のオリジナルよりアーカイブ。2016年4月25日閲覧。